# 5,56 × 45 mm NATO
La 5,56 × 45 mm NATO è dal 28 ottobre 1980 a seguito della direttiva STANAG 4172 la munizione standard per i fucili d'assalto e mitragliatrici leggere in dotazione alle truppe NATO.
Nei Paesi NATO prende il nome di SS 109 (M-855 per gli Stati Uniti d'America); è dotata di palla in piombo incamiciata in rame (FMJ) ed ha una massa di soli 4 grammi (62 grani), ed un baricentro arretrato.

## Storia
Nella prima metà degli anni '70 del XX secolo i Paesi membri della NATO stipularono un accordo per definire la seconda cartuccia standard dopo la 7,62 × 51 mm NATO.
La 5,56 × 45 mm venne ideata nel 1961, a partire da quell'anno e fino al 1979 la NATO condusse una lunga serie di test sulle nuove cartucce per migliorarne gittata e letalità: la versione migliore fu quella di fabbricazione belga SS 109 - prodotta dalla Fabrique Nationale - che divenne la nuova munizione standard NATO adottata in tutti i Paesi del patto nord-atlantico, USA esclusi.

## Caratteristiche
La cartuccia, a differenza della M193 da 55 grani statunitense, montava un proiettile più pesante da 62 grani in configurazione semi perforante. Al proprio interno esso presenta un penetratore d'acciaio avente diametro .182", del piombo nella base (rastremata, "boat tail") e la punta cava. Questa configurazione permetteva di raggiungere raggi d'azione più elevati, ed in particolare di perforare elmetti d'acciaio posti a 600 metri di distanza. Inoltre il baricentro arretrato della palla, più pesante nella parte posteriore, è ugualmente (come nella M193 da 55grs) causa, all'impatto, di ferite devastanti a causa dell'elevato shock idrostatico e del ribaltamento del proiettile (tumbling).

## Aspetti tecnici
- Questo tipo di munizione è ottimizzata per un tiro utile che nei moderni scontri a fuoco non supera i 300/400 metri.
- Ha massa ridotta ed è lanciato a velocità elevata da una forte carica di lancio (possiede più energia di una con massa maggiore ma lanciata a velocità inferiore da una carica uguale).[2]
- Le munizioni a punta verde "Green tip", caratterizzate da una maggiore capacità di penetrazione, in calibro 5.56 sono compatibili con buona parte delle armi da fuoco camerate in 5,56 × 45mm NATO o .223 Remington, inclusa la nota piattaforma AR-15.[3]
- Modesto rinculo e rilevamento (spinta all'indietro e verso l'alto dell'arma come effetto dello sparo, data dalla controspinta del proiettile): questo consente maggiore precisione nel tiro anche per gli operatori meno addestrati, con la possibilità di doppiare il colpo o di sparare a raffica centrando comunque il bersaglio.
- Ha una sezione frontale ridotta, quindi ha meno superficie interessata all'impatto, e quindi maggiore capacità di penetrazione (ma minore effetto shock, o potere d'arresto, richiesto invece per le cartucce usate per gli scontri a breve distanza.
- È piuttosto leggera: ciò significa meno peso da trasportare con conseguente possibilità per l'operatore di portare con sé più munizioni.
- Il baricentro dell'ogiva è posizionato nella parte posteriore, il che rende la palla estremamente instabile e tendente al ribaltamento in caso di impatto, come ad esempio i tessuti molli del bersaglio. Perciò tale tipo di munizione causa ferite estremamente laceranti, con emorragie quasi sempre mortali, indipendentemente dal punto di penetrazione iniziale[senza fonte].

## Il confronto col .223 Remington
Pur essendo molto simili, le cartucce NATO e le .223 Remington non sono identiche, le prime infatti possiedono all´interno del proiettile un penetratore d'acciaio  che invece è assente nelle seconde, le SS109 sprigionano una maggiore pressione durante lo scoppio (62,366 psi contro i 55,000 psi delle .223 Remington), inoltre tra le due cartucce esistono delle differenze nella forma e nelle misure del bossolo. In generale però si può dire che un'arma militare progettata per le munizioni NATO non dovrebbe avere problemi con le .223, ma viceversa un fucile civile potrebbe avere dei problemi con le SS109, incluse possibili esplosioni della camera di scoppio dovute alla maggiore pressione sprigionata da questa cartuccia .

## Dimensioni

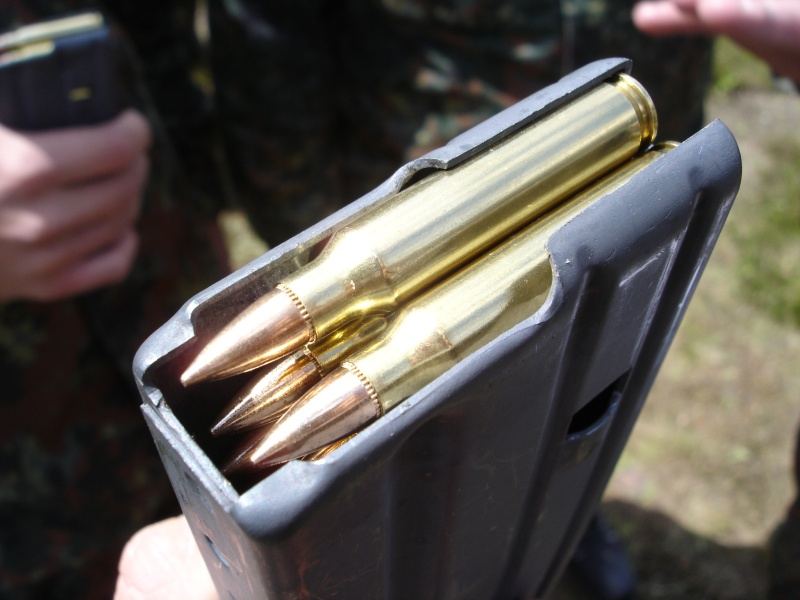
Proiettili 5,56 × 45 mm inseriti in un caricatore STANAG

La dimensione 5,56 mm è il diametro interno delle canne delle armi misurato tra i pieni di rigatura, mentre il reale calibro della palla è .224" pari a 5,7mm; la palla stessa è lunga 25 millimetri (si tratta di  un proiettile dalla forma molto sottile e allungata, se confrontato con ad esempio un 9 millimetri per pistola che misura appunto 9,01 × 15,7 millimetri). 45 è la lunghezza nominale del bossolo (in realtà 44,70) espressa in millimetri. Complessivamente la cartuccia è lunga 57,40 millimetri, con forma tipica "a bottiglia"; e con fondello avente un diametro di 9,60 millimetri.